# Драган Сремчевић
Драган Сремчевић (Београд, 1962 — Београд, 21. фебруар 2024) био је српски параолимпијац и такмичар у голболу.

## Каријера
У каријери је освојио 9 медаља, а може да се похвали чињеницом да је успео да обједини сва три злата — параолимпијско, светско и европско. Освојио је златну медаљу 1988. године на Параолимпијским играма у Сеулу. Уз то, остаће забележено да је чак 4 пута узастопно био члан југословенске голбал екипе која је освајала европске титуле.
Преминуо је 21. фебруара 2024. године, сахрањен је на гробљу Орловача у Београду.